# Tour of Guangxi
Tour of Guangxi er et etapeløb i landevejscykling for mænd i den autonome region Guangxi, Kina. Løbet er en del af UCI World Tour.

## Vindere
| År   | Vinder              | Toer                | Treer              |        |
| ---- | ------------------- | ------------------- | ------------------ | ------ |
| 2017 | Tim Wellens         | Bauke Mollema       | Nicolas Roche      |        |
| 2018 | Gianni Moscon       | Felix Großschartner | Sergej Tjernetskij |        |
| 2019 | Enric Mas           | Daniel Martínez     | Diego Rosa         |        |
| 2020 | aflyst              | aflyst              | aflyst             | aflyst |
| 2021 | aflyst              | aflyst              | aflyst             | aflyst |
| 2022 | aflyst              | aflyst              | aflyst             | aflyst |
| 2023 | Milan Vader         | Rémy Rochas         | Ethan Hayter       |        |
| 2024 | Lennert Van Eetvelt | Oscar Onley         | Alex Baudin        |        |